# Jarkko
Jarkko [ˈjɑrk.ko] ist ein männlicher Vorname, der auch als Familienname vorkommt.

## Herkunft und Bedeutung
Beim Namen Jarkko handelt es sich um eine Koseform des finnischen Namens Jarmo.

## Verbreitung
Der Name Jarkko ist in erster Linie in Finnland gebräuchlich. Hier wurde er um 1930 zum ersten Mal dokumentiert. Er wurde vor allem in den 1960er und 1970er Jahren vergeben, zählte jedoch nie zu den beliebtesten Vornamen.
Auch in Schweden kommt der Name gelegentlich vor.

## Varianten
Varianten des Namens sind Jarko und Jarkki.
Für weitere Varianten: siehe Jeremias#Varianten

## Namensträger

### Vorname
- Jarkko Ahola (* 1977), finnischer Musiker
- Jarkko Ala-Huikku (* 1980), finnischer Ringer
- Jarkko Antikainen (* 1950), finnischer Schlagersänger
- Jarkko Hartikainen (* 1981), finnischer Komponist
- Jarkko Heikkilä (* 1970), finnischer Skispringer
- Jarkko Huovila (* 1975), finnischer Orientierungsläufer
- Jarkko Hurme (* 1986), finnischer Fußballspieler
- Jarkko Immonen (* 1982), finnischer Eishockeyspieler
- Jarkko Kauppinen (* 1982), finnischer Biathlet
- Jarkko Kinnunen (* 1984), finnischer Geher
- Jarkko T. Laine (* 1969), finnischer Kameramann
- Jarkko Määttä (* 1994), finnischer Skispringer
- Jarkko Niemi (* 1982), finnischer Radrennfahrer
- Jarkko Niemi (* 1984), finnischer Schauspieler
- Jarkko Nieminen (* 1981), finnischer Tennisspieler
- Jarkko Ruutu (* 1975), finnischer Eishockeyspieler
- Jarkko Saapunki (* 1976), finnischer Skispringer und Skisprungtrainer
- Jarkko Sipilä (1964–2022), finnischer Journalist und Schriftsteller
- Jarkko Tapola (* 1944), finnischer Sprinter
- Jarkko Tontti (* 1971), finnischer Dichter, Schriftsteller und Jurist
- Jarkko Varvio (* 1972), finnischer Eishockeyspieler
- Jarkko Wiss (* 1972), finnischer Fußballspieler

### Familienname
- Martti Jarkko (* 1953), finnischer Eishockeyspieler